# Guerra hispano-portuguesa de 1735-1737
La guerra hispano-portuguesa entre 1735-1737 fue un conflicto que enfrentó al Reino de Portugal y al Reino de España por el control de la llamada Banda Oriental dentro de la Gobernación del Río de la Plata. Está encuadrada en la serie de conflictos que desde finales del siglo XVII hasta finales del XVIII enfrentaron a ambos estados por esta región, cuyo territorio se corresponde, en su mayoría, con el actual Uruguay y al actual estado brasileño de Río Grande del Sur  y constituía la frontera de ambos imperios. En esta ocasión, el enfrentamiento se circunscribió al territorio en disputa, participaron en él escasas fuerzas y careció de resultados relevantes.

## La disputa territorial
En aquella época, esta parte de América del Sur estaba escasamente poblada y los límites territoriales eran imprecisos. Ambas coronas reclamaban la zona con base en diferentes interpretaciones del meridiano que debía dividir las posesiones ibéricas según lo dispuesto en el Tratado de Tordesillas de 1494. Tras la Guerra de Restauración (1640-1668), en la que Portugal se separó de la Monarquía Hispánica, la expansión portuguesa hacia el sur se aceleró.
Por ello, Portugal había fundado en 1680 la Colonia de Sacramento y ocupado la isla San Gabriel, en territorios que consideraba suyos, gracias a la iniciativa de Manuel Lobo, gobernador de la Capitanía de Río de Janeiro. La respuesta española fue inmediata, el gobernador del Río de la Plata, José de Garro envió una expedición  y ocupó la ciudad ese mismo año a través de una expedición . Sin embargo las protestas de Portugal motivaron la firma del Tratado provisional de Lisboa (1681) que devolvía la colonia a Portugal, formalizada en 1683; las negociaciones entre ambas coronas continuaron hasta la confirmación definitiva del dominio portugués en el Tratado de Lisboa (1701). Sin embargo esta cesión también atendía a otro objetivo, mantener alejada a Portugal de la alianza antiborbónica en el contexto de la guerra de sucesión española (1700-1713).
Sin embargo Portugal se unió a la Gran Alianza contra Felipe V mediante el Tratado de Lisboa (1703). Entonces el teniente de gobernador de Santa Fe Juan de Lacoizqueta ocupó la colonia en 1705, control que se mantuvo hasta la firma del Tratado de Utrecht (1713-1715) en el que se devolvió la colonia nuevamente a dominio portugués. Finalizadas las hostilidades, las autoridades portuguesas quisieron ampliar su dominio sobre la región, en un radio de hasta ciento veinte kilómetros. Como reacción, el capitán general del Río de la Plata, Bruno Mauricio de Zabala, había fundado Montevideo el 24 de diciembre de 1726 para evitar una mayor expansión del dominio portugués. 
No obstante, la situación de la Colonia de Sacramento perjudicaba los intereses comerciales de España, ya que tras la ruptura de 1640 que cerró el comercio de productos brasileños, el sector mercantil de la burguesía portuguesa estaba interesada en recuperar el acceso al intercambio con Buenos Aires, legalmente protegido por las leyes monopolísticas españolas. España consideraba la presencia portuguesa ilegítima y su comercio, contrabando.

## Operaciones

### El sitio de la Colonia de Sacramento
En marzo de 1734, el nuevo capitán general del Río de la Plata, Miguel de Salcedo, recibió órdenes de Madrid de reducir el radio de acción de la Colonia de Sacramento a «un disparo» (aproximadamente dos kilómetros) ya que la ciudad portuguesa había ampliado sus zonas de cultivo y levantado dos fuertes militares. En consecuencia, envió un ultimátum a António Pedro de Vasconcelos, el gobernador portugués de la ciudad. 
Por temor a una guerra en la Península, Portugal solicitó ayuda a los británicos, que enviaron una potente flota a Lisboa. Esto agravó las tensiones diplomáticas entre España y Portugal, así, la Corona española concedió patente de corso a Francisco de Alzaybar que capturó varios buques portugueses. El 19 de abril, el secretario de Estado José Patiño ordenó a Salcedo atacar Sacramento.
Salcedo reunió a mil quinientos hombres y marchó lentamente hacia Sacramento, perdiendo mucho tiempo atacando objetivos menores a lo largo del camino. Contaba con el apoyo de cuatro mil guerreros guaraníes que provenían de las reducciones jesuíticas. El asedio de Sacramento comenzó el 14 de octubre de 1735. Vasconcelos había preparado la defensa con una guarnición de unos novecientos hombres, y envió un mensajero a Río de Janeiro para pedir refuerzos. 

### Refuerzos portugueses desde Brasil
José da Silva Pais, encargado de  la defensa del sur de Brasil, envió una flota compuesta por seis barcos portugueses (dos fragatas, dos galeras, un patache y una corbeta) y unos 800 soldados , que llegaron el 6 de enero de 1736 obligando a los barcos españoles a levantar el bloqueo naval. Una segunda expedición organizada por el virrey del Brasil de doce barcos y 260 soldados llegó poco días después. El brigadier José da Silva organizó una tercera expedición con refuerzos que alcanzaban los 400 soldados y que salió en marzo de 1736. Los españoles habían intentado imponer un bloqueo naval, pero los portugueses tenían más naves y merced a ello dominaban el mar. Es en este periodo cuando se producen dos enfrentamientos menores: la flota española rechazó un ataque de la flota portuguesa en la zona y en la zona del Atlántico, los portugueses apresaron una fragata española.

### Los refuerzos desde la península ibérica
Ante esta situación, Felipe V dispuso una respuesta militar que fue contestada por Portugal con el envío de otra flota de guerra en marzo al mando de Luís de Abreu compuesta por dos navíos, una fragata y otros buques menores que llegó a Río de Janeiro donde se le unieron dos fragatas, que partieron más tarde de Lisboa, y nuevas embarcaciones y tropas organizadas en la colonia de Brasil. El objetivo de la gran flota portuguesa era romper el cerco de Sacramento y conquistar Montevideo. Por su parte, desde Cádiz partieron dos fragatas con 200 dragones de caballería. Nada más llegar, las fragatas españolas se enfrentaron en el estuario del Río de la Plata contra dos navíos portugueses y capturaron un barco menor.

### El sitio de Montevideo
Los portugueses comienzan el sitio por tierra de Montevideo el 6 de septiembre aunque se retiraron cuando Salcedo envió un socorro de doscientos dragones. Sin embargo, la superioridad naval portuguesa, reforzada con cuatro buques en agosto de 1736, forzó a un bloqueo naval de la ciudad. Decidido a dar un golpe de fuerza, el brigadier José da Silva decidió atacar a la flota española en la zona pero la acción fracasó y los buques portugueses regresaron a Sacramento tras perder uno de los navíos que encalló. En marzo de 1737 llegaron sucesivos refuerzos españoles con una flota de cuatro fragatas y meses después de seis buques y nuevas tropas. La única pérdida naval española fue el navío Nuestra Señora de la Encina que encalló y se hundió. 

### Los movimientos finales y negociación
La llegada de los refuerzos españoles y el estancamiento en la zona de operaciones motivó que Lisboa enviara una nueva escuadra de apoyo con cuatro buques menores. Pese a estos movimientos de tropas y buques los resultados para ambos bandos fueron escasos, los españoles no podían tomar Sacramento y los portugueses desistieron de tomar Montevideo y pensaron en nuevas operaciones hacia el interior. El dominio naval en la zona se había equilibrado pero seguía sin haber combates de gran envergadura.
Las potencias de Francia, Gran Bretaña y las Provincias Unidas informaron al rey Juan V que las tres habían acordado hacer presión conjunta para poner fin a la contienda. Finalmente, los beligerantes firmaron el 16 de marzo de 1737 el Tratado de París por el que ambas coronas se reservaban el derecho de aclarar exhaustivamente las disputas fronterizas sudamericanas en una fecha posterior. Para entonces, debería haberse restablecido el statu quo. En septiembre llegaron las noticias del armisticio firmado por ambas naciones y cesaron las operaciones militares en la zona. Finalmente la flota británica abandonó Lisboa.

## Fuerzas enfrentadas
Las fuerzas españolas desplegaron en la zona los siguientes buques:
- 2 navíos de registro (San Bruno y Nuestra Señora de la Encina)
- 9 fragatas (Hermiona, San Esteban, Galga, Paloma Indiana y San Francisco Javier)
- 1 paquebote (Rosario)
- 1500 soldados de Buenos Aires, Montevideo y Corrientes
- 4000 guaraníes
- 425 refuerzos peninsulares

Por su parte los portugueses enviaron varios buques:
- 9 navíos (Nossa Senhora da Vitória, Nossa Senhora da Conceicão, Nossa Senhora da Esperança, Nossa Senhora das Ondas, Nossa Senhora da Arrabida)
- 5 fragata (Nossa Senhora de Nazareth, Bom Jesús de Vilanova, Nossa Senhora da Lampadoza)
- 2 galeras (Santa Anna, Sao José, Santana)
- 1 patache (Bom Jesús de Boucas)
- 1 corbeta (Santa Anna)
- 1 bergatín (Nossa Senhora da Piedade)
- 6 zumacas
- 5 buques menores
- 2000 soldados entre refuerzos peninsulares y tropa de Brasil.

## Consecuencias
Pese a los esfuerzos militares de ambos países, el conflicto no alteró la situación previa. Portugal siguió conservando la Colonia de Sacramento y fomentando el contrabando de mercancías con las colonias españolas. Sin embargo tuvieron que cancelar su proyecto de colonización, a través de la costa, hacia Brasil, por la presencia de Montevideo; ahora la colonización, sin una organización eficaz, se orientó hacia el interior del territorio. España, por su parte, fracasó a la hora de expulsar a los portugueses de la zona, pero logró evitar una mayor expansión lusa en ella gracias a que conservó Montevideo. Miguel de Salcedo fue prontamente relevado como gobernador de Buenos Aires.
España y Portugal siguieron negociando de forma lenta hasta que ambas Coronas firmaron el Tratado de Madrid (1750), en el que se estipuló que España se quedara con la Colonia del Sacramento y cediese a cambio a Portugal las reducciones jesuitas llamadas las Misiones Orientales o Los Siete Pueblos de las Misiones, ubicadas en el actual Río Grande del Sur, Brasil. Sin embargo, esto no supuso el final del enfrentamiento, pues conflictos posteriores como la guerra de los Siete Años (1756-1763) enquistaron el problema hasta la firma final del Tratado de San Ildefonso (1777).